# Mary Alindogan
Mary Alindogan es una deportista filipina que compitió en taekwondo. Ganó una medalla de bronce en el Campeonato Asiático de Taekwondo de 1990, en la categoría de –65 kg.

## Palmarés internacional
| Campeonato Asiático | Campeonato Asiático | Campeonato Asiático | Campeonato Asiático |
| Año                 | Lugar               | Medalla             | Categoría           |
| ------------------- | ------------------- | ------------------- | ------------------- |
| 1990                | Taipéi (Taiwán)     | Medalla de bronce   | –65 kg              |